# التسلسل الزمني لتاريخ الولايات المتحدة الدبلوماسي
التاريخ الدبلوماسي للولايات المتحدة تأرجحت بين ثلاث وظائف: عزلة من الشراك الدبلوماسية لدول أخرى (عادة الأوروبية) (ولكن مع اتصالات الاقتصادية للعالم)؛ تحالفات مع أوروبا والشركاء الآخرين العسكرية؛ والنزعة الأحادية، أو تعمل على قراراته السياسة السيادية. هذا يتناقض تناقضا مباشرا للاتحاد الأوروبي، والدول الأعضاء فيها قد تخلت عن سيادتها الوطنية مقابل الوساطة التعاونية وفريق وضع السياسات، ولا سيما على الساحة الاقتصادية.